# Lobulogobius
Lobulogobius és un gènere de peixos de la família dels gòbids i de l'ordre dels perciformes.

## Taxonomia
- Lobulogobius morrigu (Larson, 1983)[3]
- Lobulogobius omanensis (Koumans, 1944)[4][5][6][7][8][9][10]